# 格拉斯哥大教堂

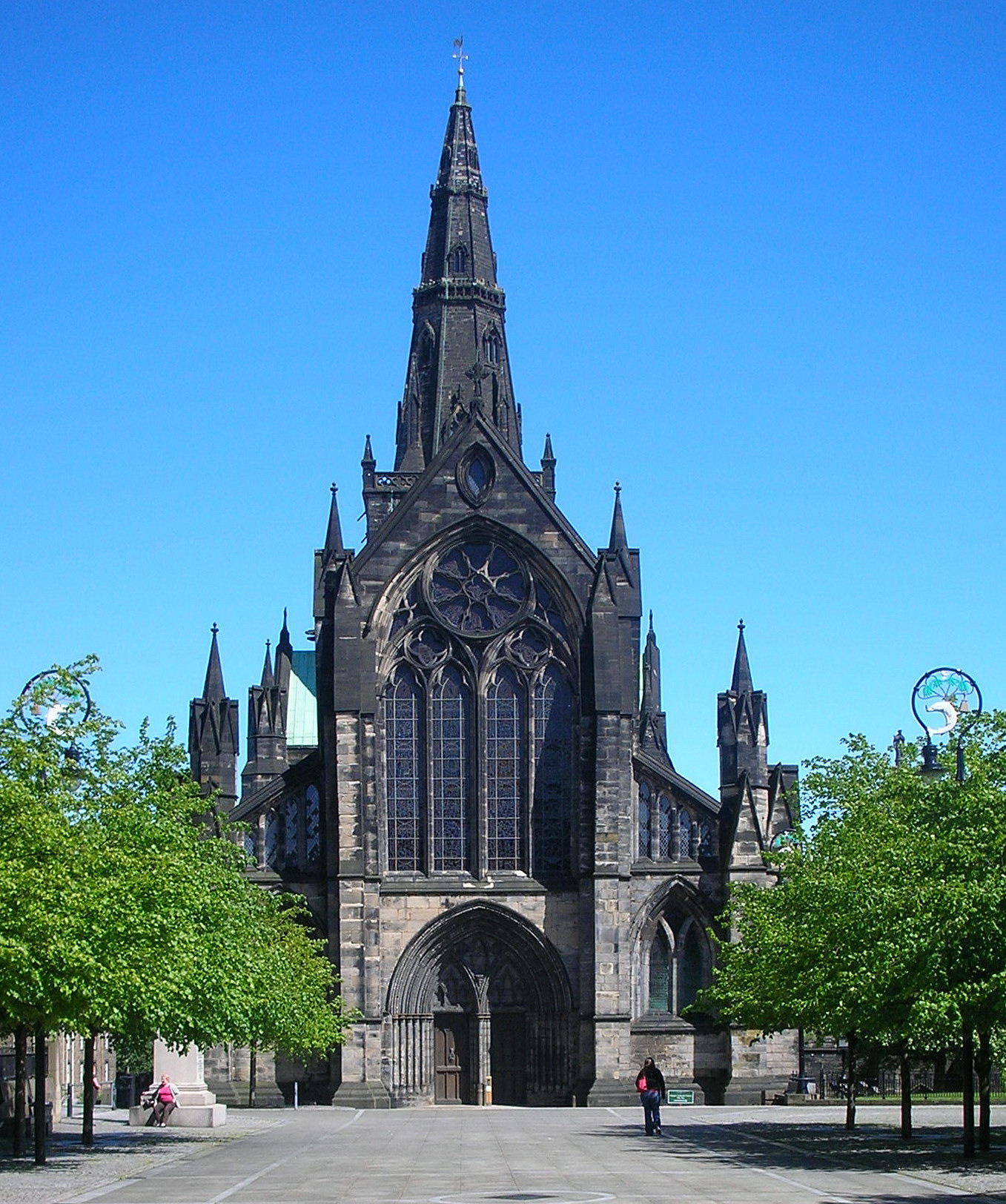
自大教堂廣場處看到的格拉斯哥大教堂

格拉斯哥大教堂（Glasgow Cathedral），也稱聖肯迪格恩大教堂（St Kentigern's Cathedral）或聖芒戈大教堂（St Mungo's Cathedral），是位於蘇格蘭格拉斯哥的一座蘇格蘭國教會的大教堂。格拉斯哥大教堂有著悠久的歷史，其歷史可追溯至蘇格蘭宗教改革之前，並且曾是羅馬天主教格拉斯哥大主教區的一座主要教堂，也曾是格拉斯哥大主教的主教座位（現在是格拉斯哥聖安德魯大教堂）。格拉斯哥大教堂現在所屬於蘇格蘭國教會中格拉斯哥教務評議會。格拉斯哥大教堂的具體位置是高街（High Street）的北部，大教堂街（Cathedral Street）的東部，隔壁是格拉斯哥皇家醫院。

## 歷史

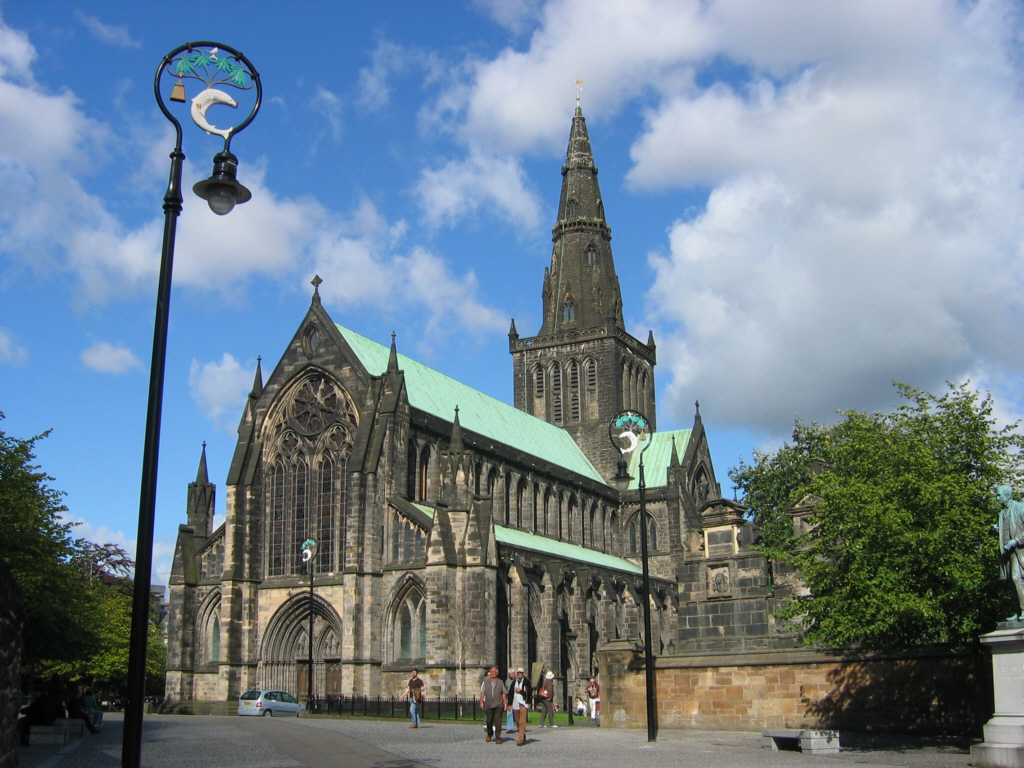
格拉斯哥大教堂和大教堂廣場

格拉斯哥大教堂的歷史和格拉斯哥的歷史緊密相關，有傳說稱大教堂是由格拉斯哥的守護聖人聖芒戈選址並建設的。沃爾特·司各特曾在小說羅布·羅伊中記載有關教堂創建的經緯。

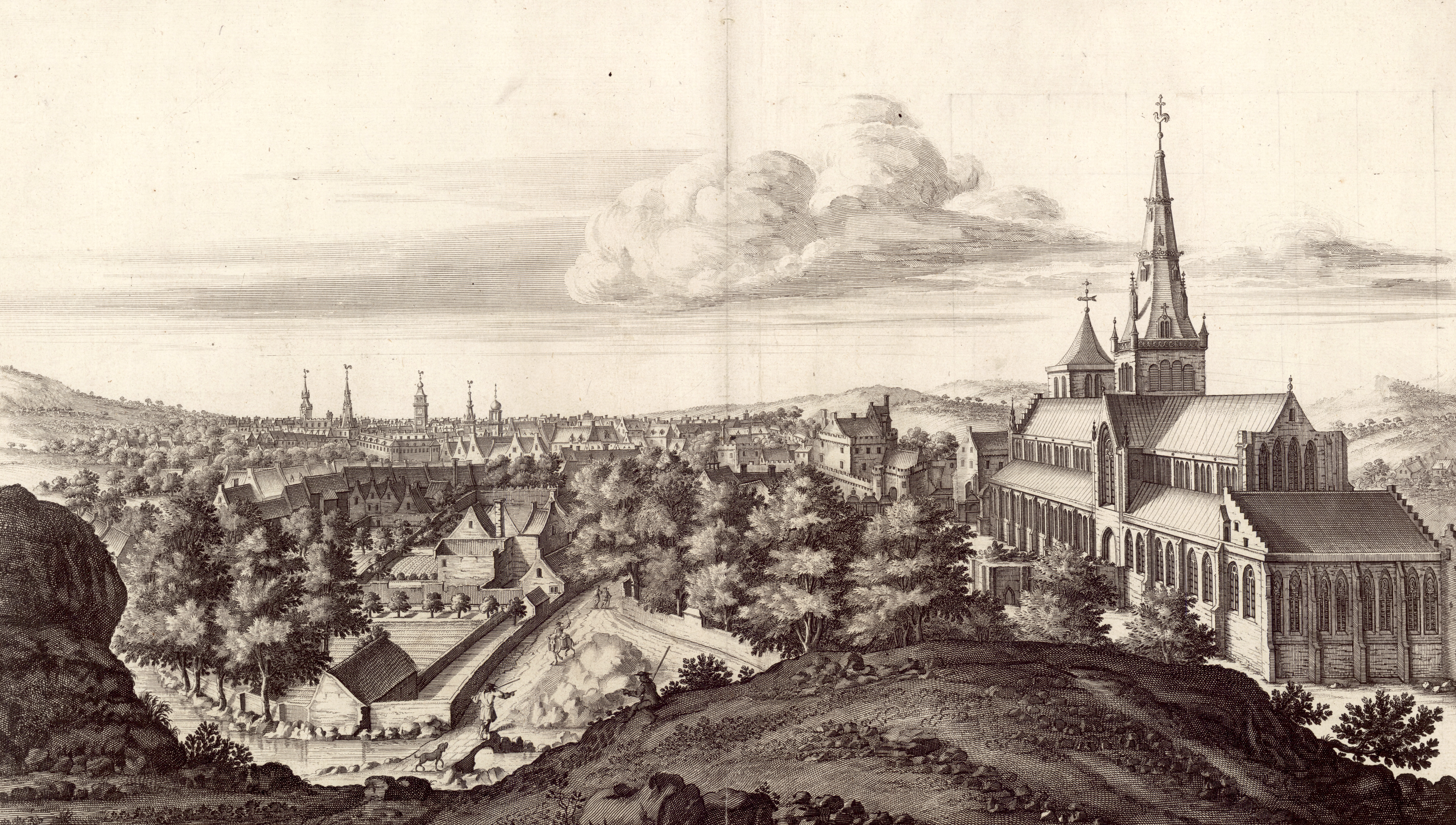
1693年時的格拉斯哥大教堂

自大教堂完成開始，在12世紀晚期至蘇格蘭宗教改革期間，格拉斯哥大教堂是一座主教座堂，並且也是格拉斯哥大主教的所在地。大教堂是蘇格蘭哥特式建築的代表作。這座教堂也是蘇格蘭少數在蘇格蘭宗教改革中未被毀壞的中世紀教堂（也是蘇格蘭本土唯一的一座中世紀大教堂）。
在1502年12月10日，詹姆斯四世和英格蘭簽訂了永久和平條約。在1544年格拉斯哥戰役和1560年格拉斯哥戰役中，教堂和其附近的城堡曾在戰爭中發揮作用。在宗教改革發生20年之後，1581年4月22日，詹姆斯六世曾贈送給格拉斯哥一筆經費，用來修繕格拉斯哥的教堂。1583年2月27日，市議會同意擔負起修繕教堂的責任。教堂亦因這一決議而得以倖存。在教堂內部，格拉斯哥大教堂是蘇格蘭極少數保留有聖壇屏聖壇屏的教堂。

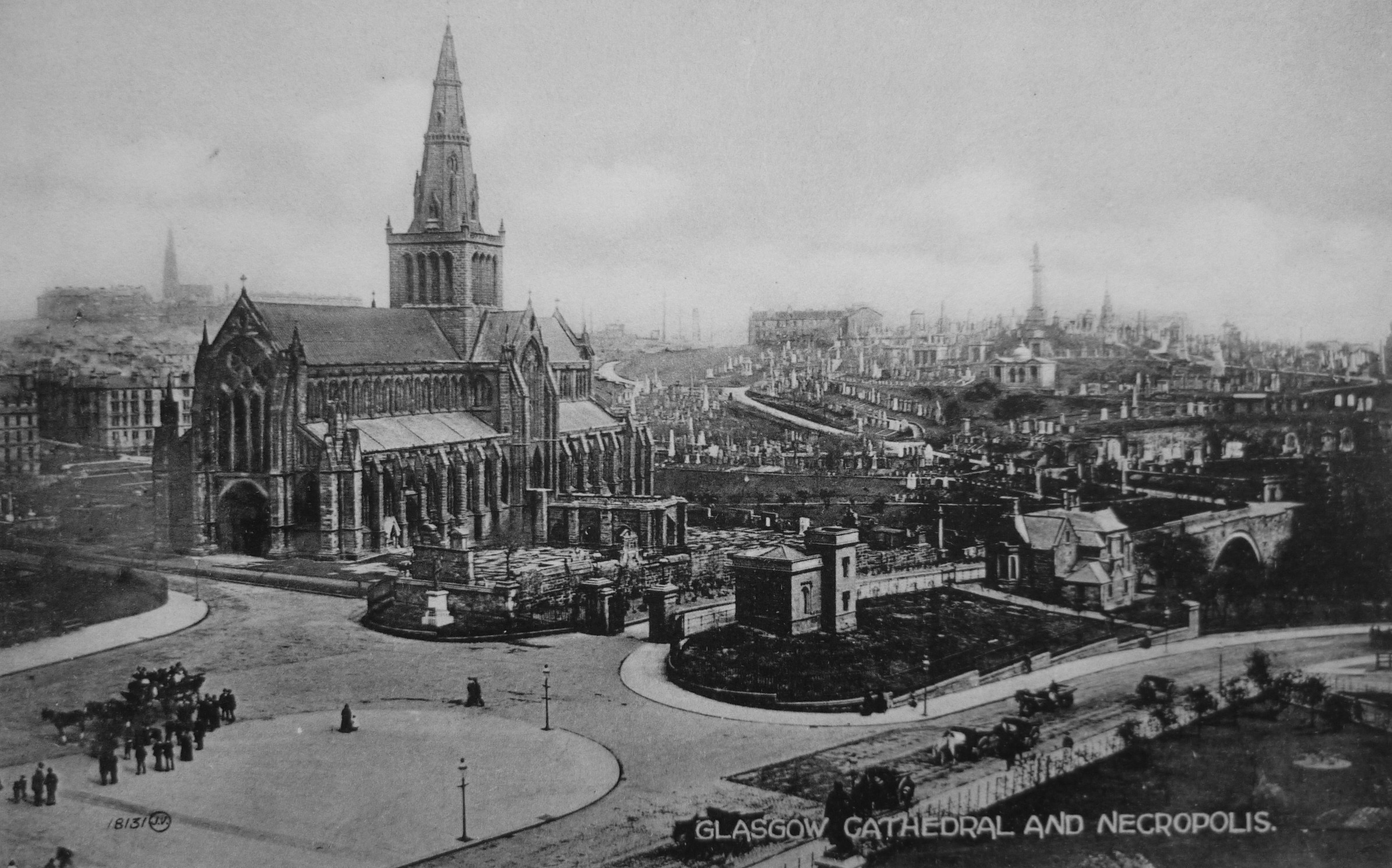
1893年時的格拉斯哥大教堂

在理論上來說，現在格拉斯哥大教堂已經不是主教座堂。這是因為自1690年以來，沒有任何主教座設在格拉斯哥大教堂。不過和其他蘇格蘭宗教改革之前的教堂一樣，格拉斯哥大教堂是一座重要的教堂，並且蘇格蘭基督教界也在此舉行會議。格拉斯哥大教堂的現任牧師是勞倫斯·A·B·懷特利，他自2007年2月15日開始上任。而教堂建築本身也是蘇格蘭頗受歡迎的一處觀光景點。

### 格拉斯哥大學
格拉斯哥大學最早是在格拉斯哥大教堂內開始教學的。在大約1451年時，格拉斯哥主教威廉·特恩布爾曾是創建格拉斯哥大學的主要負責人。歷任格拉斯哥主教曾經擔任格拉斯哥大學名譽校長一職長達約200年。在1460年，大學遷出教堂，搬至高街的東側，但仍然毗鄰教堂。1870年，大學搬遷至其位於黑爾希德的現址。

## 格拉斯哥的其他大教堂
格拉斯哥的其他大教堂包括了聖安德魯大教堂（羅馬天主教）、聖瑪麗大教堂（蘇格蘭聖公會）和聖路加大教堂（希臘正教）。

## 外部連結
- Official site of Glasgow Cathedral （页面存档备份，存于）
- 格拉斯哥大教堂 - site information from Historic Scotland
- Glasgow Cathedral Precinct （页面存档备份，存于） –  History and original drawings of the Cathedral area.
- Glasgow Cathedral – from Virtual Scotland
- Glasgow Cathedral Photographs